# يهاقم يرزح
يهاقم يرزح بن ذمار علي ذريح بن كرب إيل وتر يهنعم (نحو 50م - 95م): ملك سبأ وذي ريدان. تولى عرش سبأ ما بين العام (85م - 95م تقريباً) خلفاً لشقيقة كرب إيل بين الثالث. وتم العثور على نقشان من عهد الملك يهاقم جميعها مؤرخة في شهر ذو مذراء سنة 200 حـ في التقويم الحميري الموافق يوليو 90 بعد الميلاد.
خلف يهاقم على العرش نشأ كرب يهأمن الذي حمل لقب (ملك سبأ)، من دون إضافة (ذو ريدان) وهو اعتراف وإقرار منه بانحصار نفوذه في مأرب وما حولها. وفي عهده، استطاع عمدان بين يهقبض الوصول إلى مأرب، وأعلن نفسه ملكاً على (سبأ وذو ريدان) في الفترة (حوالي 100 - 120م)، لتعود الوحدة من جديد بعد مرحلة صراع بين أفراد أسرة كرب إيل وتر يهنعم. ولكن تلك الوحدة كانت مرتبطة بالملك القوي عمدان. وفي حوالي العام 120م، اندلعت الصراعات من جديد بإنقلاب إل شرح يحضب الأول وسيطرته على مأرب.

## فترة حكمه
لدينا من فترة حكم يهاقم عدد من النقوش، ذكر اسمه في 11 نقش منها.وفي عهده انقلب عمدان يهقبض، وأعلن نفسه ملكًا على سبأ وذي ريدان من عاصمته ظفار يريم، واستطاع لاحقاً الوصول لعرش مأرب لفترة، وبناء بوابة عمدان يهقبض في معبد أوام، وصك العملة باسمه. ويذهب بعض الباحثين أن عمدان يهقبض كان ملكاً على ظفار يريم في عهد أبيه كرب إيل وتر يهنعم الأول، وأن عمدان يهقبض نازع ابناء أخيه ذمار علي ذريح بعد وفاته، مما أدى إلى انفصال (مأرب وظفار) في عهد خلفاء ذمار علي ذريح، وتجلى الصراع في عهد يهاقم بوضوح.
يحدثنا النص (Ja 644): عن هجوم قبيلة شداد على مأرب، وقصر سلحين، قصر الملوك ومقر الحكم ودخلوه، واعتصموا به. فهب رجل اسمه "أوس إيل" وهو من قبيلة غيمان وكان أميرها أيضًا، فهاجمهم وتغلب عليهم وطردهم من القصر، ويظهر أنه أخذهم غرة، فصان بذلك القصر من الأذى، وهربوا من مأرب.ويظهر من النص أن قبيلة شداد القادمة من المرتفعات، تمكنت من احتلال مأرب وقصورها الملكية لفترة، مما يدل على ضعف الدولة زمن يهاقم، وتفوق عمه عمدان يهقبض في استقطاب قبائل المرتفعات ومن أهمها قبيلة شداد. وقد اتخذت قبيلة شداد لقب "شداد يهقبض"، ولقب "يهقبض" هو إشارة واضحة لدورها الرئيسي في عهد الملك عمدان يهقبض.وفي النص (Ja 878): نبأ معارك جرت في أيام "يهاقم" ملك سبأ وذي ريدان، غير أن النص أصيبت مواضع منه بالتلف.
وقد قام يهاقم بحرب على مناطق سلطة عمه عمدان يهقبض حاكم ريدان، وفي النص (BaBa al-Ḥadd 5): نبأ حرب يهاقم ملك سبأ ضد أتباع ذو ريدان، حيث دمر قرى علة، ووصلت قواته إلى منطقة الحد في يافع.وعلة التي دمرت قراها هي إحدى قبائل مضحي.وعلة أيضاً موضع ذكره أبو محمد الهمداني في سرو حمير، قال:«سرو حمير وأوديته وساكنه العرّ وثمر وحبة وعلة...وعلّة الأصووت من يافع».وفي عدد من النصوص دون أتباع الريدانيون بالقرب من منطقة هكر، نبأ حرب شنها يهاقم على المناطق الريدانية في سرو حمير، وشملت أراضي قبيلة ردمان ومضحا وما بعدها، وذلك في شهر ذو القياظ وذو مذراء سنة 200 حـ في التقويم الحميري الموافق يونيو ويوليو سنة 90م.ويحدثنا النص (القيلي - بني مهدي 1): عن بناء رجل يدعى ثواب لبيته بسلطة سيدهم يهاقم يرزح بن ذمار علي ذريح ملك سبأ.أما النص (CIH 143) فدوّنه رجل من قبيلة بكيل، ودون اسم الملك يهاقم، غير أن النص أصيب مواضع منه بالتلف، أفسد المعنى وقد سقط لقب يهاقم من النص بسبب كسر أو تلف.